# Mordor
Mordor (sin. Czarny Kraj, qya. Kraj Cienia) – w legendarium Tolkiena kraina w Śródziemiu, siedziba złego Saurona.

## Geografia

Szkic mapy Śródziemia pod koniec Trzeciej Ery (Mordor z prawej strony, między Rhûnem, a Haradem).

Mordor przypominał swoim kształtem prostokąt, którego dłuższe boki znajdują się na północy i południu krainy. Od reszty Śródziemia oddzielały go łańcuchy gór Ered Lithui (na północy) i Ephel Dúath (na zachodzie i południu).
Według szacunków Karen Wynn Fonstad, autorki Atlasu Śródziemia, powierzchnia Mordoru wynosiła ok. 140 000 mil kwadratowych (tj. ok. 360 000 kilometrów kwadratowych).

### Barad-dûr
Barad-dûr – twierdza w centrum Mordoru, główna siedziba Saurona.

### Góra Przeznaczenia
Góra Przeznaczenia (sind. Amon Amarth, Orodruina) – wulkan na płaskowyżu Gorgoroth. Miejsce, w którym Sauron wykuł Jedyny Pierścień.

### Sąsiednie krainy
Kraina graniczyła z:
- Ithilien (na zachodzie),
- Martwymi Bagnami i równiną Dagorlad (na północnym zachodzie),
- Dziki Krajami (na północy),
- Rhûnem (na północnym wschodzie i na wschodzie),
- Khandem (na południowym wschodzie),
- Haradem (na południu).

## Historia

### Pierwsza Era
Karen Wynn Fonstad uznała, że w Pierwszej Erze tereny, które później stały się Mordorem, Rhûn i Khandem, były zajęte przez morze Helkar (pozostałością po tym zbiorniku wodnym miałoby być morze Rhun). Podstawą dla tego stanowiska była mapa autorstwa Tolkiena, przedstawiająca Ardę w Pierwszej Erze (opublikowana w czwartej części Historii Śródziemia). Dopiero wydany w 1996 r. dwunasty tom Historii Śródziemia (The Peoples of Middle-earth) ujawnił, że morze Rhun istniało już w Pierwszej Erze.

### Druga Era
Ok. 1000 roku Drugiej Ery Sauron, sługa Morgotha, obrał Mordor za swoją siedzibę. Tam powstała jego twierdza Barad-dûr i tam, we wnętrzu góry Orodruiny, wykuł Jedyny Pierścień.
W latach 3262–3320 Sauron przebywał poza Mordorem, dając się wziąć do niewoli królowi Numenoru, Ar-Pharazonowi i deprawując Numenoryjczyków.
Po bitwie na równinie Dagorlad wojska Ostatniego Sojuszu wkroczyły do Mordoru i rozpoczęły 7-letnie oblężenie Barad-Dur, zakończone pokonaniem Saurona.

### Trzecia Era
Po klęsce Saurona Czarna Wieża została zrównana z ziemią, a wokół Mordoru (aż do 1640 r. Trzeciej Ery) pełniły straż wojska Gondoru.
Za panowania króla Telemnara upiory Pierścienia wróciły do Mordoru, by rozpocząć przygotowania do powrotu Saurona. Obejmowały one między innymi atak na Minas Ithil, którą po przejęciu przez Nazgule zaczęto nazywać Minas Morgul.
W 2941 r. Trzeciej Ery, gdy Biała Rada zaatakowała Dol Guldur, Sauron opuścił tę twierdzę i powrócił do Mordoru, gdzie odbudował Barad-Dur.
W trakcie Wojny o Pierścień na terenie Mordoru Sauron gromadził potężne armie, mające przynieść mu zwycięstwo w walce z wolnymi ludami. Sauron poniósł jednak klęskę w bitwie na polach Pelennoru i bitwa pod Morannonem.
Po Wojnie o Pierścień król Elessar wyzwolił niewolników Mordoru i przekazał im kraj leżący wokół jeziora Nûrnen.

## Inspiracje

### Kraina Grendela w Beowulfie
Brytyjscy mediewiści,  Stuart D. Lee i Elizabeth Solopova, zwrócili uwagę na podobieństwo Mordoru do krainy Grendela – potwora, z którym walczy tytułowy bohater poematu heroicznego Beowulf.

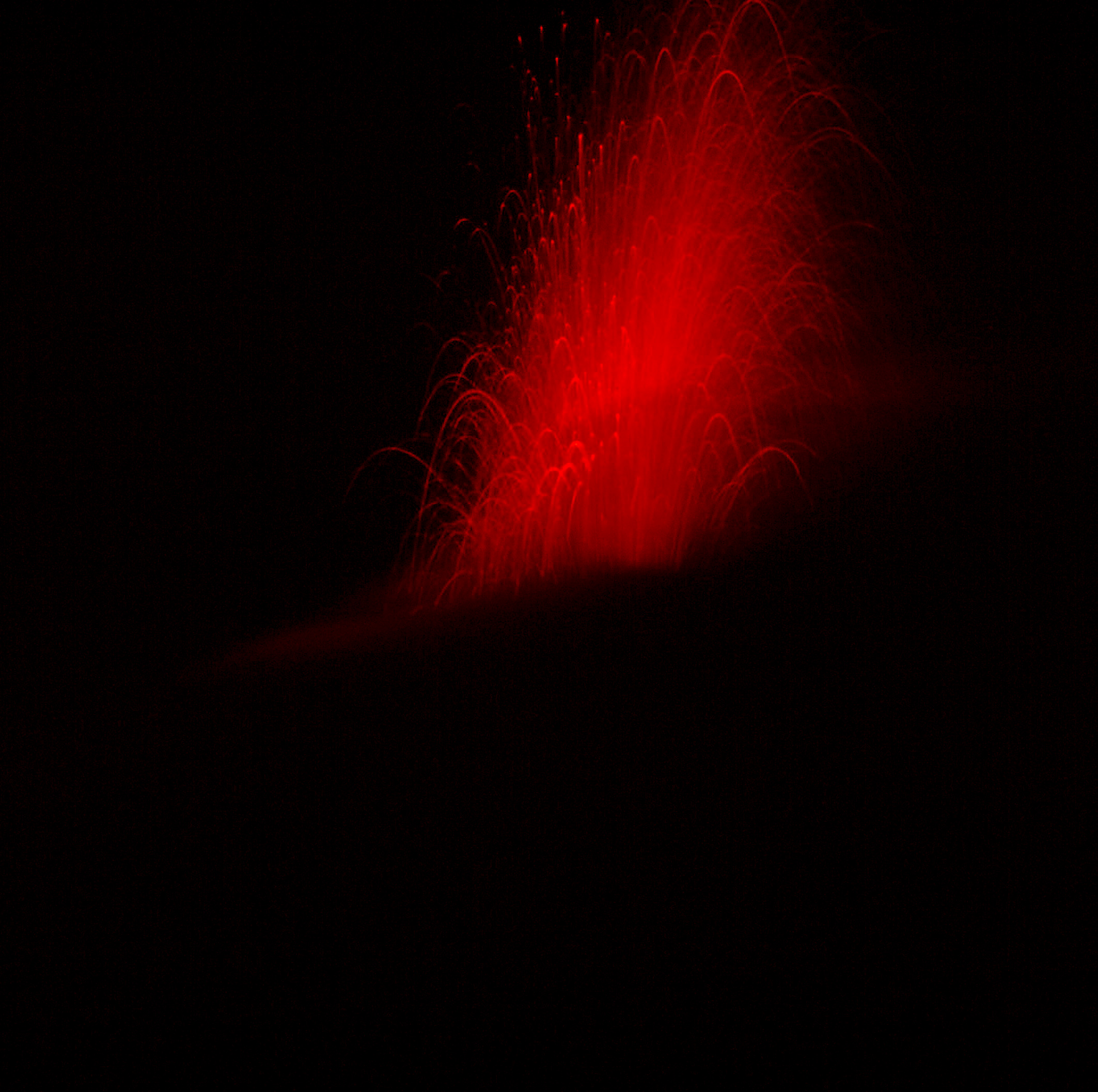
Erupcja Stromboli w nocy 18 sierpnia 1979 r.

### Czarny krajśrodkowej Anglii
Organizatorzy wystawy The Making of Mordor, zorganizowanej w 2014 r. w Wolverhampton Art Gallery stali na stanowisku, że inspiracją dla Mordoru były zakłady przemysłowe, zlokalizowane w pobliżu miast Wolverhampton i Birmingham. Obszar ten, z powodu zanieczyszczeń powietrza, znany był jako Black Country (pol. Czarny kraj). Jako dziecko Tolkien mieszkał na przedmieściach Birmingham i miał obserwować negatywny wpływ przemysłu na wiejską okolicę domu rodzinnego.

### Front zachodni w czasie I wojny światowej
W liście do profesora L.W. Forstera z 1960 r. Tolkien stwierdził, że żadna wojna nie miała wpływu na intrygę bądź sposób prezentacji historii opisanej we Władcy Pierścieni – z wyjątkiem krajobrazu:
Martwe Bagna oraz podejście pod Morannon zawdzięczają coś północnej Francji po bitwie nad Sommą.
Jane Ciabattari nazwała ponadto przeprawę Frodo i Sama odbitym w krzywym zwierciadle przeżyciem młodych żołnierzy, toczących wojnę pozycyjną na froncie zachodnim I wojny światowej.

### Stromboli
We wrześniu 1966 r. Tolkien był uczestnikiem rejsu po Morzu Śródziemnym. W jego trakcie miał zwrócić uwagę, że Basen Tyrreński mniej więcej odpowiada wyglądem Mordorowi. Gdy był świadkiem nocnej erupcji wulkanu Stromboli, miał wyrazić się ponadto, że nigdy w życiu nie widział niczego, co byłoby tak podobne do Orodruiny.

## Nawiązania

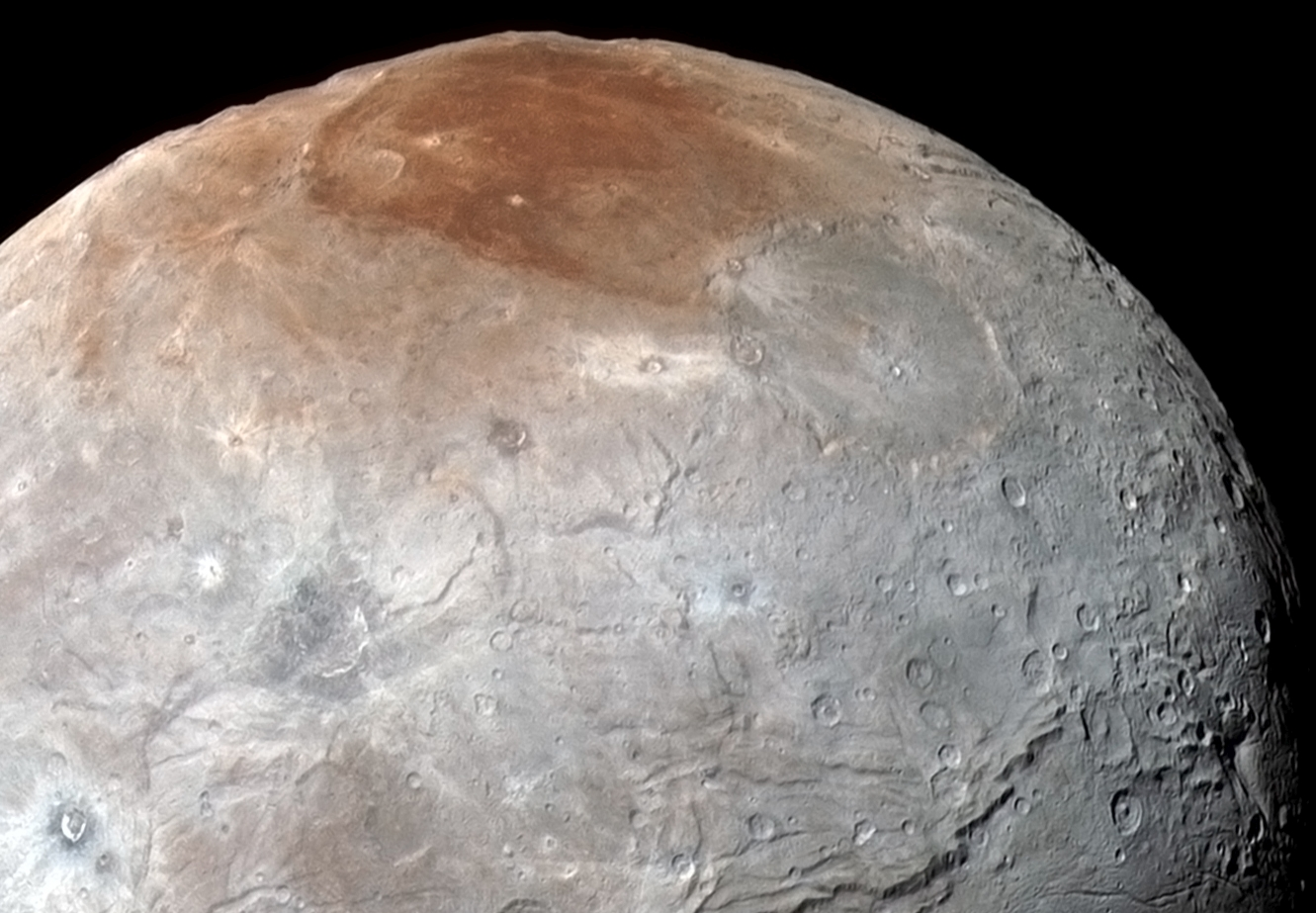
Mordor Macula na biegunie północnym Charona.

- Mordorem jest żartobliwie nazywane skupisko biurowców znajdujące się w rejonie ulic: Domaniewskiej, Wołoskiej, Cybernetyki i Marynarskiej w dzielnicy Mokotów w Warszawie[23],
- plama na biegunie północnym Charona, księżyca Plutona, nosi nieoficjalną nazwę Mordor Macula (ang. Plamka Mordoru)[24].